# كفر جمال
كُفْر جمّال قرية فلسطينية تابعة للواء طولكرم في الشمال الغربي من الضفة الغربية بفلسطين. تبعد القرية حوالي 14 كم إلى الجنوب من طولكرم وترتفع 200 م عن سطح البحر. يحدها من الغرب قرية فلامية والطيرة ومن الشرق قرية كفر زيباد ومن الجنوب قرية جيوس ومن الشمال قرية كفر صور. وتبعد حوالي 17 كم عن البحر الأبيض المتوسط.

## التسمية
يتألف اسم القرية من كلمتين:  كَفْر  بمعنى قرية وهي مشتقة من مهنة الزراعة، و جمّال  (بتشديد الميم) حيث تشير معظم الدلائل أن التعريف جاء من قبل أهل القرية أنفسهم ومن حولهم وكذلك الأتراك. فقد عرفت ببلد الجِمال لكثرة ما وجد فيها من الجِمال واستخدام أهلها الجمال لنقل المواد المختلفة، كمواد البناء والزرع وغيرها بينها وبين القرى الأخرى.

## التاريخ
أخذ اسم كفر جمّال مكانه في سجلات الدول المتعاقبة بدءًا من دولة الخلافة العثمانية، فيما بين القرنين الثامن عشر والتاسع عشر، ثم الدولة الإنجليزية من بدايات القرن العشرين وحتى عام 1948، ثم تلتها المملكة الأردنية الهاشمية ما بين عامي 1949 وحتى 1976، وأخيرًا الاحتلال الإسرائيلي إلى الآن.
وكانت العائلات المختلفة قد بدأت تسكن التلة الواقعة عليها القرية اليوم منذ منتصف القرن الثامن عشر تقريبًا قادمة من الأماكن المختلفة كالسعودية اليمن ومن مصر وشمال فلسطين. وبعد مرور 60 إلى 80 عامًا من التوطين الحقيقي في القرية بدأ تعيين المخاتير التابعيين إداريًا للعثمانيين. وبعد ذلك بدأت عائلات أخرى بالقدوم إلى القرية واستجارت هذه العائلات الجديدة بالعائلات الأصلية. وحاليّا، يبلغ عدد سكان القرية المقيمين داخلها الآن حوالي 3000 نسمة.

## الاقتصاد
منذ القدم والقرية تعتمد في اقتصادها على الزراعة حيث كانت تتم زراعة اراضي القرية المممتدة بجميع الاتجاهات خاصة المنطقة الغربية حيث وصل امتداد اراضي كفرجمال إلى قرية فلامية وسهول طيرة المثلث. حيث كان أهل القرية يعتمدوا الزراعة البعلية مثل الزيتون واللوزيات والسمسم والخيار والحبوب بانواعها
وفي العام 1948 خسرت القرية الاف الدونمات بسبب الاحتلال الصهيوني، وفي مطلع خمسينيات القرن الماضي ظهرت في المنطقة الآبار الاتوازية وهذا ما دفع الفلاحين لزراعة الحمضيات والخضروات المتنوعة، ومرة أخرى خسرت القرية الاف الدونمات من اراضيها الواقعة شمالها وغربها بسبب اقامة الاحتلال لجدار الفصل العنصري.الذي دمر المزارع وعزل الاف الدونمات خلف الجدار
بعد العام 2000 م شهدت كفر جمال توجها لزراعة الزعتر في الأراضي المروية حيث يتم تصدير الزعتر للدول المجاورة

### التعليم
كانت القرية سابقًا تحتوي على مدرسة ابتدائية واحدة للذكور ثم أصبحت مدرسة مختلطة. وتعرف المدرسة القديمة باسم مدرسة كفر جمال الابتدائية وتحولت إلى مدرسة كفرجمال للإناث، كما وتحتوي على مدرستين للذكور، مدرسة كفرجال الثانوية المختلطة ومدرسة كفرجمال الأساسية للبنين، حيث تغطي هذه المدارس جميع المراحل التعليمية للذكور والإناث.

### الصحة
يوجد في البلد مستشفى حديث بسعة 24 سرير وصيدلية، وقد تم إنشاء هذا المستشفى عام 2000 م من قبل السلطة الوطنية الفلسطينية.

## معرض صور

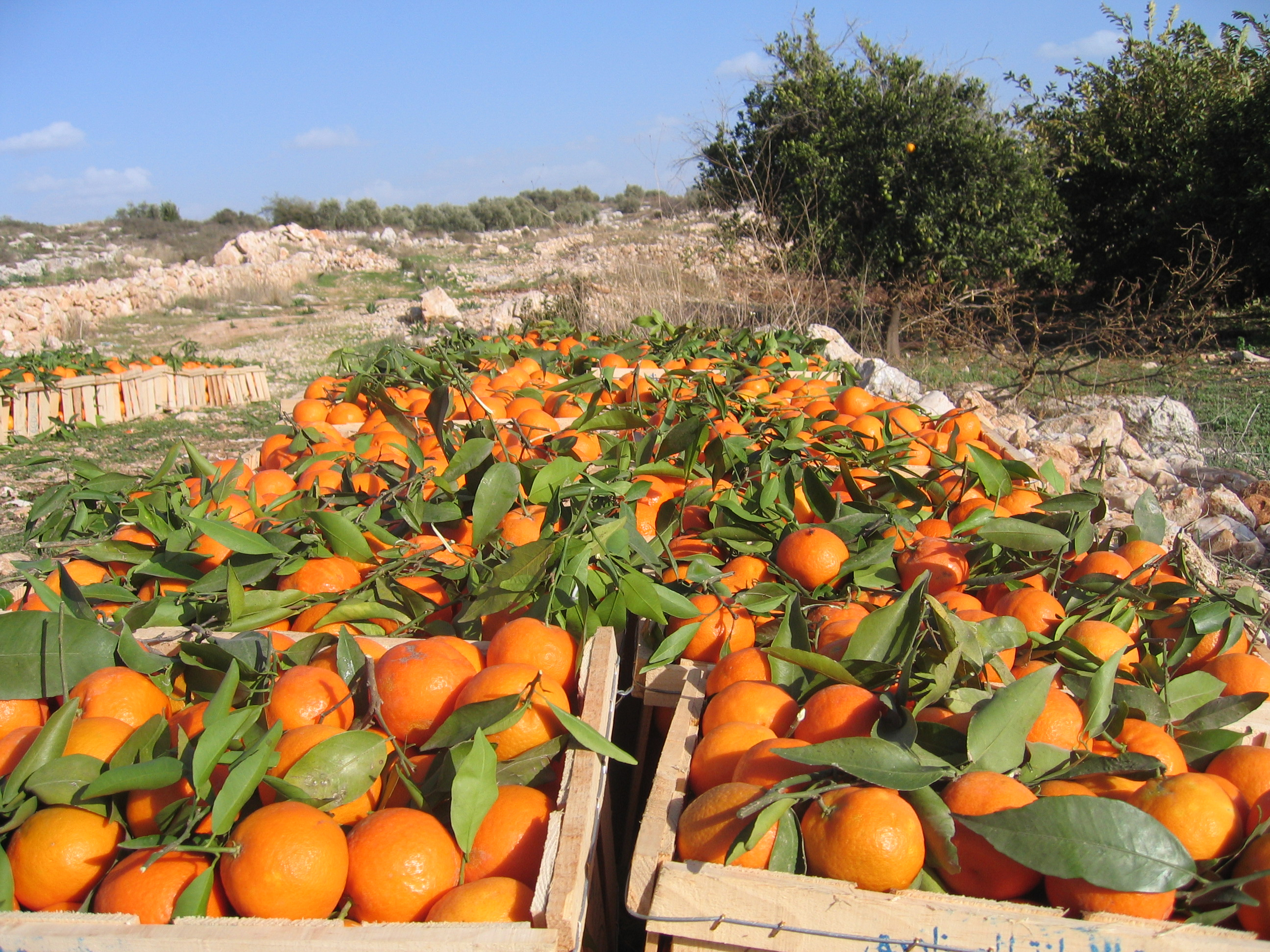
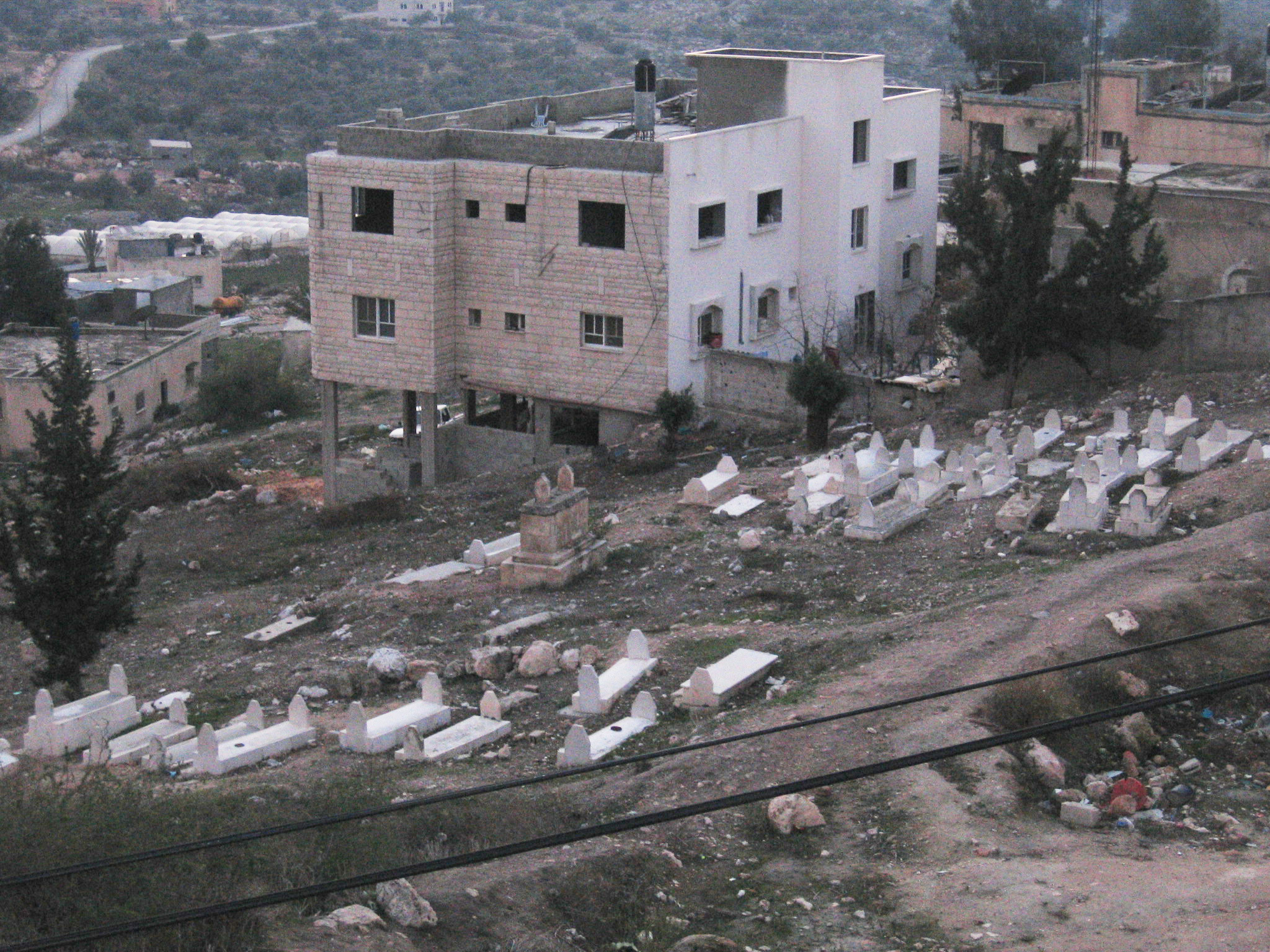
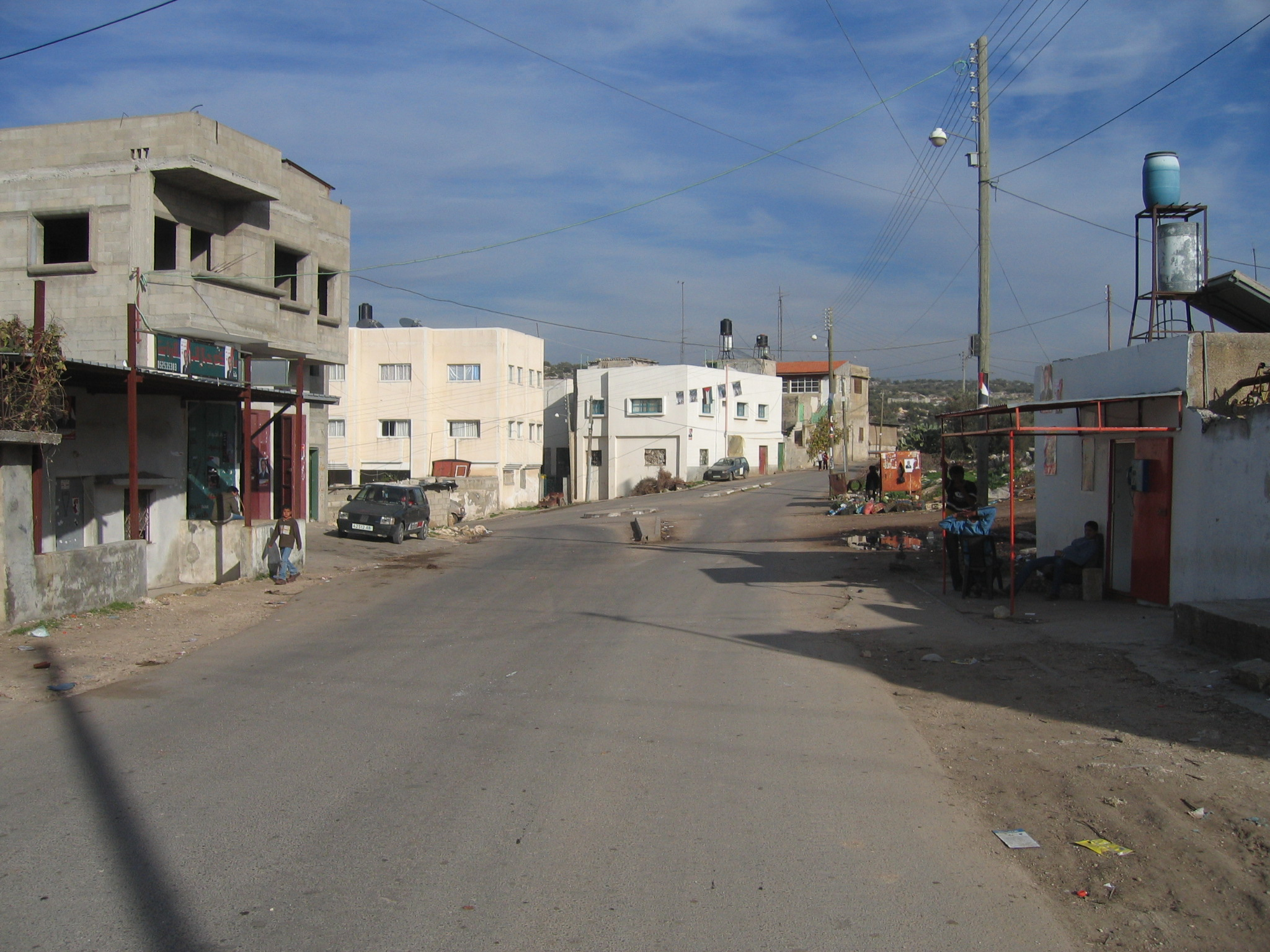